# Dom świętego Franciszka w Starogardzie Gdańskim
Dom świętego Franciszka – zabytkowa kamienica mieszkalna w Starogardzie Gdańskim, przy ulicy Chojnickiej 71.

## Historia
Budynek wzniesiono w 1910 roku dla III Zakonu franciszkańskiego. Oryginalnie nad bramą do budynku znajdowała się figurka św. Franciszka oraz symbole pracy – młot i kielnia. Budynek był przeznaczony dla sierot, którymi opiekowały się siostry franciszkanki. Podczas II wojny światowej w budynek trafiły dwie bomby – jedna w prawy szczyt budynku, druga w piwnicę znajdującą się od strony cmentarza.
W 1922 pod tym adresem urodził się aktor i żołnierz Albin Ossowski.